# كارمن دي سانتيستيبان إي أفيليس
كانت كارمن دي سانتيستيفان إي أفيليس (3 مايو 1810-30 مارس 1904) السيدة الأولى لإكوادور من 1856 إلى 1859 كزوجة للرئيس فرانسيسكو روبليس.

## حياتها
ولدت كارمن دي سانتيستيبان إي أفيليس في 3 مايو 1810 في ''دول''، التي كانت آنذاك جزءًا من الإمبراطورية الإسبانية. كانت ابنة غابرييل دي سانتيستيبان إي أولفيرا وزوجته الأولى فرانسيسكا دي أفيليس وكاسترو. بعد أن أصبح والدها أرملًا، سافر إلى بوينس آيرس وتزوج مرة أخرى وأنجب تسعة أطفال ولم يعد أبدًا إلى الإكوادور. كانت كارمن منحدرة من سلالة الكومنينوس وهي سلالة مهمة من سلالة الإمبراطورية البيزنطية.

## الزواج والنسل
التقت كارمن دي سانتيستيبان إي أفيليس وأصبحت مخطوبة للجنرال فرانسيسكو روبليس بينما كانت تعيش مع أختها فرانسيسكا، التي كانت متزوجة من شقيق روبليس، سيرياكو روبليس غارسيا.  أقيم حفل زفافهما في 5 نوفمبر 1835 في كاتدرائية جواياكيل.
نتج عن الزواج ثلاثة أولاد ، أولهم لم يبلغ سن الرشد:
فرانسيسكو روبليس إي سانتيستيفان (1838-1841)
إغناسيو روبليس وسانتيفان متزوج من رافاييلا دي بوينافينتورا إي ماسياس ، ولديهما ذرية (1839–1915)
دولوريس روبليس إي سانتيبان متزوجة من خوسيه سيرافين باكيريزو فيرا ولديها ذرية (1841–1904)
أصبح ابنها إغناسيو قبطانًا للطائرة ، ورئيسًا مدنيًا وعسكريًا لبلازا دي غواياكيل (1895) ووزير خارجية إلوي ألفارو (1895-1896) وحاكمًا لغواياس (1896-1898) وقنصلًا للمكسيك في غواياكيل (1896-1902) من بين وظائف أخرى. أقيم حفل زفاف ابنتها دولوريس في 26 سبتمبر 1856 في قاعات قصر كارونديليت.

## لاحقا
بصفتها كاثوليكية متدينة ، انضمت إلى آخرين (مثل السيدة الأولى تيريزا جادو) في الدفاع عن قضية اليسوعيين الذين وصلوا بشكل غير متوقع إلى غواياكيل عندما طُردوا من جمهورية غرناطة الجديدة عام 1851.

## الوفاة
توفيت كارمن دي سانتيستيفان إي أفيليس في غواياكيل في 30 مارس 1904 عن عمر يناهز 93 عامًا. دفنت في المقبرة العامة، حيث امتلكت العائلة ضريحًا غنيًا بالمنحوتات.